# Moral
Moral właściwie Kamil Michalak (ur. 24 sierpnia 1985 w Dąbrowie Górniczej) – polski raper i producent muzyczny. Kamil Michalak znany jest przede wszystkim z występów w duecie wraz raperem Gano wraz z którym nagrał dwie płyty. Prowadzi także solową działalność artystyczną. Współtworzy także formację All Star-Team i kolektyw Gopside.
Współpracował ponadto z takimi wykonawcami jak: IGS, Projektor oraz Lukatricks.

## Działalność artystyczna
Kamil Michalak działalność artystyczną podjął w 1997 roku po powrocie ze Stanów Zjednoczonych, gdzie poznał tamtejszych wykonawców hip-hopowych. Był także na aktywny na polu graffiti, beatboxu i tańca. W 2001 roku ukazał się debiutancki nielegal rapera pt. Sprawdź to. Nagrania odniosły lokalny sukces co przyczyniło się do współpracy Morala z przedstawicielami katowickiej sceny hip-hopowej. W 2002 roku ukazał się drugi nielegal solowy Michalaka pt. M.
Następnie podjął współpracę z Gano znanym z wczesnej inkarnacji grupy Kaliber 44. 15 listopada 2004 roku nakładem Tonami/Moro Sport ukazał się pierwszy album duetu pt. Nienagannie niemoralna propozycja. Raperzy zyskali pewną, lecz krótkotrwałą popularność, efektem były liczne koncerty w kraju. W latach późniejszych gościł na płytach takich wykonawców jak: Klimat, Patr00, CeHa, IGS, Projektor, Aes i Lukatricks. W 2011 roku ukazał się drugi album duetu pt. Przeminęło z dymem. Nagrania ukazały się nakładem Gopside tctx.

## Dyskografia
Albumy
- Sprawdź to (2001, nielegal)[3]
- M (2002, nielegal)[4]
- Nienagannie niemoralna propozycja (oraz Gano, 2004, Tonami/Moro Sport/Fonografika)[5]
- Przeminęło z dymem (oraz Gano, 2011, Gopside tctx.)[6]

Występy gościnne
- Klimat - Pandemonium (2004, nielegal, utwór: "Ona" gościnnie: Patr00, Moral)[7]
- Patr00 - Random Note LP (2005, nielegal, utwór: "27" gościnnie: Moral)[8]
- CeHa - W przedsprzedaży (2005, nielegal, utwór: "Czy to sen" gościnnie: Moral)[9]
- IGS - Na klucz (2005, Doperacja, utwory: "Biznesklab" gościnnie: Moral, "Do stu od zera" gościnnie: Moral/Gano)[10]
- Projektor - Miraż (2006, MaxFloRec, utwór: "Pauki za pauki" gościnnie: Niq-a, Moral, Rahim)[11]
- Aes - Maestro (2006, nielegal, utwór: "Nie wychodź z klubu" gościnnie: Moral)[12]
- Aes - III (2008, nielegal, utwór: "Patrzą na nas" gościnnie: Moral)[13]
- Lukatricks - Czarne złoto (2010, Gopside tctx., utwory: "Miliony myśli" gościnnie: Świtał, Pih, Moral, Fokus, Jajonasz, "Triumf" gościnnie: Mata, Świtał, Jajonasz, Moral/Gano, Fokus, HST, "Talar" gościnnie: HST, Bas Tajpan, Moral/Gano, "Nigdy tak" gościnnie: Moral/Gano, HST)[14]
- Projektor - Remiraż (2011, Fandango Records, utwór: "Pauki za pauki (Helo Remix)" gościnnie: Niq-a, Moral, Rahim)[15]
- Voskovy - 5 złotych zasad (2012, Gopside tctx., utwór: "Kilometry" gościnnie: Moral/Gano, DJ Motyl)[16]

## Teledyski
- Moral/Gano - "Brzęczy & błyszczy" (2004, realizacja: Grupa 13)[17][18]
- Moral/Gano - "Brzęczy & błyszczy (całkiem nowy remix)" (2005, reżyseria: Tadeusz Śliwa)[19]
- Moral/Gano - "Przeminęło z drinem" (2011, realizacja: Przedmarańcza)[20]